# Augustinerinnenkloster Rüthen

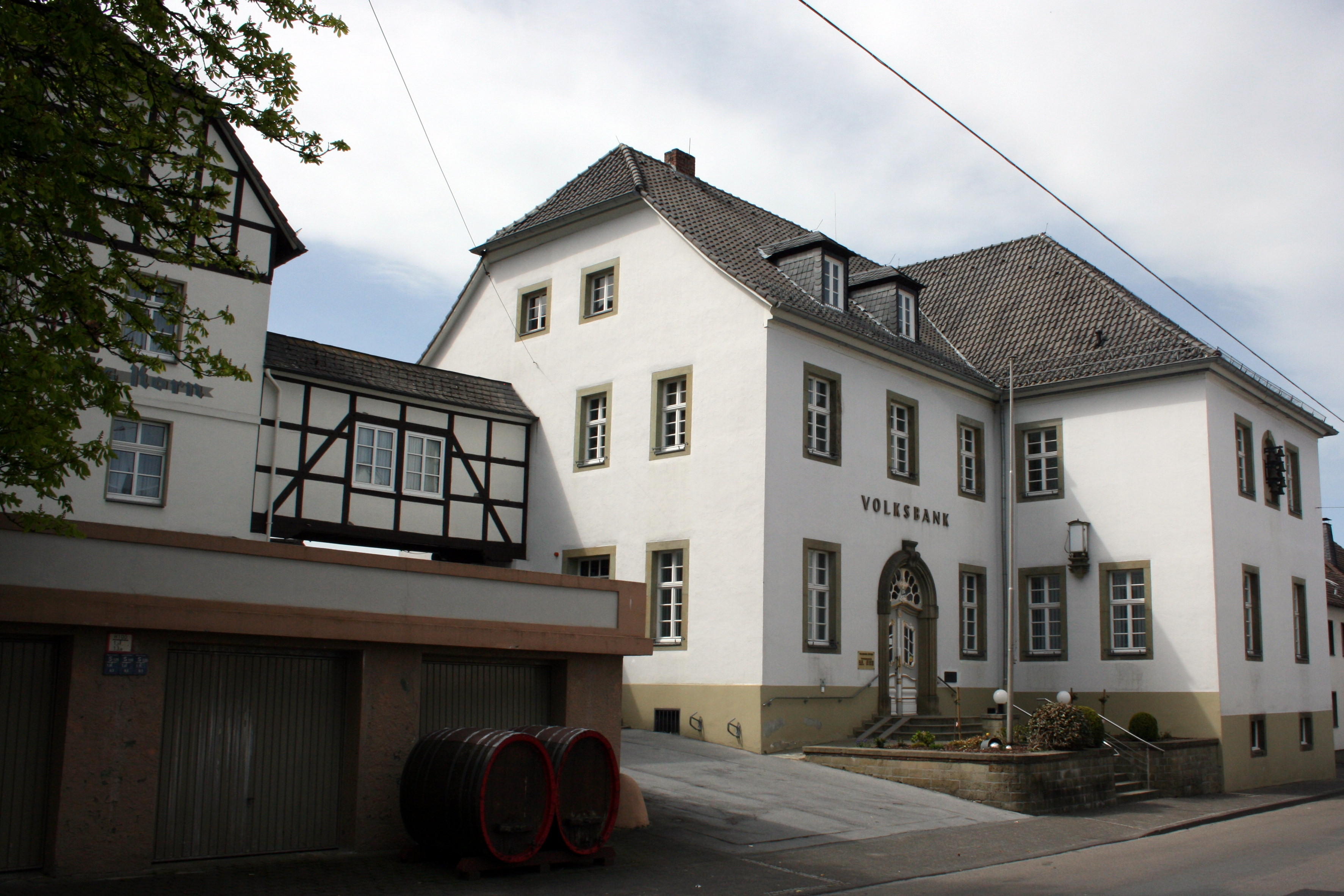
Das ehemalige Augustinerinnenkloster am 28. April 2012

Das Augustinerinnenkloster St. Margaretha in Rüthen entstand um das Jahr 1480 als eine Gemeinschaft der Schwestern vom gemeinsamen Leben. Es bestand bis 1734. Von 1749 bis 1772 waren dort Ursulinen angesiedelt. Im Ort wird das Gebäude daher heute als Ursulinenkloster bezeichnet.

## Schwesternhaus
Johann Stoiker, der Rektor der Martinskapelle in Gesecke war, übergab sein Haus mit Grundstück in Rüthen an eine Gemeinschaft von Schwestern des gemeinsamen Lebens. Er selbst amtierte bis zu seinem Tod als Beichtvater. Die ersten Mitglieder des Konvents kamen aus einer Gemeinschaft in Lippstadt. Der Prior des Chorherrenklosters in Böddeken hatte die geistliche Aufsicht über die Gemeinschaft inne. Der Versuch im 18. Jahrhundert die Aufsicht dem Kloster Ewig zu übertragen scheiterte. Die Leitung hatte ab 1720 das Kloster Knechtsteden.
Der Rat der Stadt Rüthen legte 1482 in einer Urkunde die Rechte und Pflichten der Schwestern und die innere Ordnung der Gemeinschaft fest. Die Leiterin wurde als Mater bezeichnet. Für die Führung der Wirtschaft war eine Prokuratorin zuständig. Die Schwestern betrieben neben dem Gebet Textilherstellung und widmeten sich der Erziehung der Mädchen in Rüthen. Der Rat erlaubte der Gemeinschaft den Betrieb eine Walkmühle. Ein Jahr später nahm die Gemeinschaft die Augustinerregel an. Diese sollte nicht mehr als 50 Schwestern umfassen. Die tatsächliche Größe der Gemeinschaft ist für die ersten Jahrhunderte nicht bekannt.
Die Gemeinschaft erlebte am Ende des 17. Jahrhunderts eine Phase des Niedergangs. Daraufhin kam es zu Plänen mit anderen Gemeinschaften zu fusionieren, ohne das dies zunächst vollzogen wurde. Im Jahr 1713 lebten noch 8 Schwestern im Haus. Allerdings wechselten einige Schwestern in das Kloster Odacker. Nach dem Tod der Oberin Anna Ernst 1731 kam es zu keiner Neuwahl, weil eine mögliche Kandidatin in der Gemeinschaft unbeliebt war. Im Jahr 1733/34 wurde eine Fusion mit dem Kloster Odacker geplant, aber nicht vollzogen. Die Pläne scheiterten am Widerstand des Rates von Rüthen. Nach einem Brand 1739 später wurde die Niederlassung aufgegeben. Die verbliebenen Schwestern siedelten in andere Schwesternhäuser über.
Aus der Zeit des Schwesternhauses existiert noch eine Handschrift mit mystischer Traktate aus dem Jahr 1488.

## Ursulinnenkloster
1748 bat die Oberin des Ursulinienklosters in Dorsten Kurfürst Clemens August von Bayern um die Genehmigung die Klostergebäude wieder herzurichten, um dort eine Töchterschule einzurichten. Der Rat der Stadt stand dem positiv gegenüber. Das Kloster Böddeken hatte keine Einwände zumal fast alle früheren Schwestern verstorben waren. Die Übertragung erfolgt 1749. Stifterinnen waren zwei adelige Frauen. Vier Schwestern und eine Laienschwester kamen nach Rüthen und lebten zunächst zur Miete. Der Wiederaufbau begann 1752. Sie ließen das noch heute bestehende Barockgebäude errichten. Die Schwestern zogen 1754 in das noch nicht fertige Gebäude ein. Auch wenn die Gemeinschaft eine Spende über 970 Talern vom Kurfürsten erhielten, erwies sich der Aufbau als schwierig und teuer. Es mussten immer wieder Schulden aufgenommen werden. Ein Teil des Silbergeschirrs der Gemeinschaft wurde verkauft. Während des Siebenjährigen Krieges litt sie unter Einquartierungen und Abgaben. Hinzu kamen 1756 Zerstörungen durch Hagel. Die zweite Oberin hat wohl auch nicht korrekt gewirtschaftet. Als Folge der weiter andauernden Krieges und der hohen Schulden wurde das Kloster 1772 aufgegeben und die Schwestern kehrten nach Dorsten zurück.

## Folgenutzung
Das Klostergebäude wurde 1791 verkauft. Dort befand sich eine Posthalterei. Zwischen 1795 und 1803 wurde es außerdem wieder für schulische Zwecke genutzt. Pfarrer Friedrich Adolf Sauer bildete dort Volksschullehrer aus. Später wurde in dem Gebäude eine Brennerei und ein Hotelbetrieb eingerichtet. Das Gebäude wird heute von der örtlichen Volksbank genutzt.